# 治平畲族乡
治平畲族乡是位于中国福建省三明市宁化县西南的一个乡。治平畲族乡为福建省的长汀县、宁化县与江西省石城县交界处。
治平畲族乡的人口主要为汉族、畲族。

## 历史沿革
清初，治平乡为圩场。当地有兴福寺，故原名“寺背岭”。
民国31年，县长林善庆因管辖困难，将此处改名治平乡，寓“决心治理”之意。
2000年7月6日，治平乡撤销并设立治平畲族乡（明政[2000]文122号）。

## 行政区划
治平畲族乡共辖12个村委会，分别是：
邓屋村、彭坊村、治平畲族村、湖背角畲族村、社福畲族村、坪埔畲族村、泥坑畲族村、高地畲族村、下坪畲族村、高峰畲族村、田畲村和光亮畲族村。